# 케이엔알시스템
케이엔알시스템(KNR Systems)은 특수목적용 시험장비, 산업용 로봇 기업이다. 대표이사는 김명한으로 본사는 경기 용인시 처인구 남사면 원암리 199에 위치해 있다. 2024년 주관사를 DB금융투자와 NH투자증권으로 코스닥 상장을 준비중이다. 유압로봇을 위해 유압 액추에이터를 공급한다.

주요 제품 및 사업은 유압제어기반 로봇 및 부품 / 유압 및 전동기반 시험장비(시뮬레이터) 및 시험용역서비스이고, 업종은 산업용로봇제조 / 기타특수목적용기계이다.

## 투자
2020년에 98억원 규모 전환사채(CB)를 발행하였고 SV인베스트먼트, 유비쿼스인베스트먼트, 시너지IB투자, 유진투자증권 등이 투자에 참여했다.

## 같이 보기
- 로봇

## 참고문헌
1. ↑  김낙훈, 케이엔알시스템 김명한 사장, 공장서 숙식 해결하며 13년간 테스트 기계 200종 국산화, 한국경제, 2013년 10월 18일
2. ↑  이정완, DB금투, 케이엔알시스템 주관사단 합류 배경은, 더벨, 2023년 9월 20일
3. ↑  장길수, 유압 로봇 기술의 최강자 케이엔알시스템(KNR System), 로봇신문, 2018년 12월 25일
4. ↑  이정완, DB금투, 케이엔알시스템 주관사단 합류 배경은, 더벨, 2023년 9월 20일